# Saint-Félix-d'Otis
Pour les articles homonymes, voir Saint-Félix et Otis.
Saint-Félix-d'Otis est une municipalité du Québec, (Canada), faisant partie de la municipalité régionale de comté de Le Fjord-du-Saguenay, située dans la région administrative de Saguenay–Lac-Saint-Jean.

## Toponymie
Le nom Otis provient de l'abbé Lucien Otis (1824-1868).

## Histoire
En 1874, à la suite du « Grand feu du Saguenay–Lac-Saint-Jean  », les premières familles originaires de Grande-Baie et de Bagotville vinrent s'établir sur les rives du lac Otis, alors nommé lac à Cailles.
Près d'un demi-siècle plus tard, en 1923, Saint-Félix-d'Otis fut constitué en corporations municipales après la construction d'une petite route et d'une chapelle, qui servit au culte jusqu'en 1925. Celle-ci s'est vue remplacer par une nouvelle église, érigée le long de la route la Malbaie-Chicoutimi que le gouvernement venait tout juste de construire.
La dépression économique qui survint à cette époque eut comme répercussion de provoquer un mouvement de colonisation qui porta la population de Saint-Félix-d'Otis à 850 âmes. Le développement de la municipalité s'est fait par la suite grâce à l'implantation d'une école et de nombreux services que l'on retrouve encore aujourd'hui tels le bureau de poste, la caisse populaire et quelques commerces. L'église actuelle fut construite en 1953 sous l'égide du curé Martel, qui rêvait de "diriger" 2000 âmes : « Je veux pour Saint-Félix le succès dans la beauté et dans la paix des familles». Elle fut restaurée en 1975. *

## Géographie
Elle se trouve dans le secteur du Bas-Saguenay sud, 21 km à l'est de la Ville de Saguenay, arrondissement La Baie, au Québec et borde le lac Otis à l'extrémité nord-ouest du territoire. Le territoire de la municipalité couvre 233 km².
La rivière Saguenay délimite le nord de la municipalité en coulant vers l'est.
À partir du lac à la Croix, dans le nord-est, la rivière à la Croix coule vers le nord-ouest jusqu'à sa confluence avec la rivière Saguenay.

## Démographie
| 1996 | 2001 | 2006  | 2011  | 2016 | 2021  |
| ---- | ---- | ----- | ----- | ---- | ----- |
| 715  | 790  | 1 007 | 1 007 | 956  | 1 109 |

## Administration
Les élections municipales se font en bloc pour le maire et les six conseillers.
| Saint-Félix-d'Otis Maires depuis 2005                                                                                |                    |                                                                                         |          |
| Élection | Maire              | Qualité                                                                                 | Résultat |
| 2005 | Jean-Marie Claveau | Député péquiste de Dubuc (2012-2014) Maire (1982-2012) Conseiller municipal (1979-1982) | Voir     |
| 2009 | Jean-Marie Claveau | Député péquiste de Dubuc (2012-2014) Maire (1982-2012) Conseiller municipal (1979-1982) | Voir     |
| 2013 | Marc Guay          |                                                                                         | Voir     |
| 2013 | Pierre Deslauriers |                                                                                         | Voir     |
| 2017 | Pierre Deslauriers | Voir                                                                                    |          |
| 2021 | Pierre Deslauriers | Voir                                                                                    |          |
| Élection partielle en italique Depuis 2005, les élections sont simultanées dans toutes les municipalités québécoises |                    |                                                                                         |          |

## Attraits
Dans ce village vous pouvez visiter le site de la Nouvelle-France. Ce site a reçu le Lauréat National Or en 2006.